# Annie Jones
Annie Jones, all'anagrafe Annie Jones Elliot (Marion, 14 luglio 1865 – Brooklyn, 22 ottobre 1902), è stata una circense statunitense.

## Biografia
Annie Jones nacque a Marion, una città dello Stato della Virginia, negli Stati Uniti. Rappresentò uno dei casi di "donna barbuta" più eclatanti e celebri di tutti i tempi. Il suo aspetto fuori dal comune oggi viene ricollegato a una probabile forma congenita di irsutismo, una patologia femminile che si manifesta con marcata ipertricosi in sedi tipicamente maschili, in particolare sul volto.
Già al momento della nascita, infatti, Annie aveva capelli lunghi e peluria sul viso, a cui, a 5 anni, si aggiunsero evidenti baffi e basette. A quei tempi, l'irsutismo era una condizione ancora misconosciuta e la piccola venne semplicemente considerata uno "scherzo della natura". Una volta superato l'orrore e lo sbigottimento iniziale per quest'evento insolito e inaspettato (in quanto nessuno dei sette fratelli della piccola, né altri parenti, presentava questa anomala caratteristica), i genitori pensarono di poter trarre profitto dalla straordinarietà dell'aspetto di Annie, introducendola in ambito circense come "fenomeno da baraccone". A soli 9 mesi, sua madre la condusse a New York dal celebre impresario circense P.T. Barnum, ottenendo per lei un ingaggio fisso, pagato ben 150 dollari statunitensi a settimana, cifra considerevole per l'epoca. 
Barnum le impose il nome d'arte di The infant Esau (in italiano "bebé Esaù"), dal nome del personaggio biblico descritto nella Genesi come peloso sin dalla nascita. Questo soprannome, adeguandosi agli stadi di crescita di Annie, la accompagnò per tutta la sua carriera: nel tempo divenne infatti The Esau child e infine The Esau lady (in italiano, rispettivamente, "bimba Esaù" e "signora Esaù"). Alternativamente, venne anche soprannominata The bearded [girl/lady/woman] (in italiano, rispettivamente, "[la ragazza/signora/donna] barbuta").
La grande celebrità e fama che Annie ottenne come "donna barbuta" fu da lei ben sfruttata dal punto di vista economico; continuò infatti ad esibirsi come attrazione circense per tutta la sua esistenza. Collateralmente coltivò la passione per la musica e sviluppò abilità in questo campo, con particolare maestria nel suono del mandolino. Durante le sue esibizioni come "donna barbuta", Annie mostrava le proprie doti canore e musicali, ricevendo l'apprezzamento del pubblico.
Nonostante l'aspetto mascolino del suo volto, che non lasciava trasparire la sua femminilità, Annie Jones si sposò due volte. La prima, nel 1881, a soli 16 anni, con Richard Elliott (dal quale prese il cognome, divenendo all'anagrafe Annie Jones Elliott), da cui divorziò 15 anni dopo. La seconda nel 1896, con il ritrovato amico d'infanzia William Donovan, che purtroppo morì soltanto quattro anni più tardi, lasciandola vedova. 
Due anni più tardi, nel 1902, Annie contrasse una grave forma di tubercolosi (malattia non facilmente diagnosticabile e curabile all'epoca), che causò la sua prematura scomparsa, a soli 37 anni di età.